# Jared Padalecki
Jared Tristan Padalecki és un actor estatunidenc nascut a San Antonio, Texas, el 19 de juliol del 1982. Està casat amb l'actriu Genevieve Cortese des de 2010, amb qui té tres fills (Odette Elliott Padalecki, Austin Shepherd Padalecki, Thomas Colton Padalecki).
Va assolir la fama l'any 2000 amb la sèrie de televisió Gilmore Girls i amb l'ajuda d'aparicions en pel·lícules com New York minute (2004) i House of Wax (2005), tot i que el seu paper més famós i reconegut és el de Sam Winchester, coprotagonista a la sèrie de televisió Supernatural (2005), el qual ja l'ha fet guanyar un nombre considerat de premis.

## Biografia

### Infància
Jared Tristan Padalecki va néixer a San Antonio, Texas (19 de juliol del 1982).
Té descendència polonesa de part de pare (d'aquí el cognom) i alemana, britànica, escocesa i francesa de part de mare.
El seu interès per l'actuació va començar aviat. I és per això que als 12 anys ja estava assistint a classes d'interpretació.
Va estudiar a James Madison High School, fins que es va graduar l'any 2000 per mudar-se a Los Angeles, Califòrnia i començar la seva carrera professional en el món de l'espectacle de manera seriosa. En conseqüència, va haver de canviar els seus plans inicials i no va anar a la universitat.
Aquell mateix any va debutar en la sèrie de televisió Gilmore Girls (2000 - 2005) com a Dean Forester, un personatge recurrent durant la primera temporada, part del càsting principal durant les dues següents i convidat especial en les dues últimes. A partir d'aquí, va començar a aparèixer en força projectes, ja fos en papers importants o no.

### Família
En un dels seus projectes, Supernatural (2005-2019), va conèixer a molta gent important en la seva vida. En Jensen Ackles, el seu coprotagonista de la sèrie i amic íntim. La Genevieve Cortese, la seva actual dona a qui l va conèixer durant la quarta temporada i amb qui es va casar l'any 2010, va tenir el primer fill, Thomas Colton, el 2012, el segon, Austin Shepherd, el 2013, i la tercera, Odette Elliott, el 2017.

### Carrera
Padalecki va començar la seva carrera com a actor quan va guanyar el concurs “Claim To Fame” (1999) de FOX. Gràcies a això, va participar en els primers Teen Choice Awards, també creats per aquesta cadena americana. Allà va conèixer un manager.
El seu primer paper va ser co-protagonitzar un episodi de la sèrie televisiva “ER” (Emergency).
A partir d'aquí va començar fent aparicions i/o papers importants en força pel·lícules fetes per la televisió (no cinema), incloses Silent Witness, Close to Home i la pel·lícula original de Disney Channel A Ring of Endless Light.
Més tard, va realitzar un paper com a assetjador escolar (el qual no li va ser acreditat) a la comèdia Cheaper by the Dozen (2003).
Posteriorment, es va mantenir en la seva línia, fent varies series de televisió i poques pel·lícules dirigides a la gran pantalla, la majoria de gènere terrorífic, fantàstic i/o ciència-ficció. Com per exemple House of Wax (2005), Cry Wolf (2005), Supernatural (2005-2019), Friday the 13th (2009), etc.

Per el moment, la seva carrera té una durada de 20 anys consecutius, sobretot pel paper com a protagonista que va assolir a la sèrie Supernatural, la qual es compon de 15 temporades seguides (2005-2020). Aquest projecte va ser un punt d'inflexió per l'actor, tenint en compte que va comportar un gran canvi en la seva vida.
"WOW! Quin dia tan increïble he tingut. La meva copa es desborda (*). El meu etern agraïment a @TheCW per la seva fe i increïble suport i també a la meva #spnfamily... per tot."
(Tweet de Jared Padalecki traduït de l'anglès)
* My cup runneth over, és una expressió anglesa derivada de la Biblia (Psalms 23:5) que significa una cosa similar a “Tinc més que suficient en quant a les meves necessitats”.  

### Fundació
El Març de 2015, Jared Padalecki va llançar la seva fundació “Always Keep Fighting”, la qual tracta de recollir fons per donar-los a diferents organitzacions benèfiques: To Write Love On Her Arms, The Wounded Warrior Project & A.I.R. Attitudes In Reverse - Student Suicide Prevention - Mental Health... Que ajuden a la gent que pateix de depressió, addicció, s'autolesiona i/o ha intentat cometre l'acte de suïcidi.
Les seves campanyes per recollir fons han consistit en vendre samarretes amb la seva cara i la de Jensen Ackles. En aquestes campanyes va arribar a vendre entre 40.000 i 70.000 samarretes.
Tot això, és degut al fet que ell mateix va patir de depressió. I per això mateix, durant la Comic-Con de San Diego, del mateix any en què va confessar la seva malaltia i va llançar la primera campanya, més de 6000 fans el van sorprendre a l'estand de la seva sèrie aixecant en alt espelmes en honor seu.
A part de la seva carrera com a actor, Padalecki és el propietari d'un bar anomenat “Stereotype”, inspirat en els anys 90, el qual està situat a Austin, Texas, on viu actualment amb la seva família. Aquest va obrir al 2018 i un any després, en Jared va ser detingut per la policia acusat d'agressió i intoxicació pública, després d'un altercat físic produït al local en qüestió.

## Filmografia[2]

### Cinema
| ANY  | TÍTOL                 | PERSONATGE                       | NOTES                             |
| ---- | --------------------- | -------------------------------- | --------------------------------- |
| 1999 | A Little Inside       | Matt Nelson                      |                                   |
| 2003 | Cheaper by the Dozen  | Un assetjador escolar d'institut | Sense acreditar                   |
| 2004 | New York Minute       | Trey Lipton                      |                                   |
| 2004 | Flight of the Phoenix | John Davis                       |                                   |
| 2005 | House of Wax          | Wade Felton                      |                                   |
| 2005 | Cry Wolf              | Tom Jordan                       |                                   |
| 2007 | House of Fears        | J.P.                             | Sense acreditar                   |
| 2008 | Christmas Cottage     | Thomas Kinkade                   |                                   |
| 2009 | Friday the 13th       | Clay Miller                      |                                   |
| 2015 | Phantom Boy           | Lieutenant Alex                  | Pel·lícula animada (Paper de veu) |

### Televisió
| ANY              | TÍTOL                             | PEL·LÍCULA/SÈRIE | PERSONATGE     | NOTES                                                                                    |
| ---------------- | --------------------------------- | ---------------- | -------------- | ---------------------------------------------------------------------------------------- |
| 2000             | Silent Witness                    | Pel·lícula       | Sam            |                                                                                          |
| 2000-2005        | Gilmore Girls                     | Sèries           | Dean Forester  | Paper recurrent (Temporades: 1, 4, 5) Personatge principal (Temporades: 2,3) 63 episodis |
| 2001 (1994-2009) | ER (Emergency Room)               | Sèries           | Paul Harris    | Episodi: “Piece of mind”                                                                 |
| 2002             | A Ring of Endless Light           | Pel·lícula       | Zachery Gray   |                                                                                          |
| 2003             | Young MacGyver                    | Sèries           | Clay MacGyver  | Episodi Pilot (no aprovat)                                                               |
| 2005-2019        | Supernatural                      | Sèries           | Sam Winchester | Protagonista / Co-protagonista                                                           |
| 2007             | Room 401                          | Programa         | (Ell mateix)   | Presentador 8 episodis                                                                   |
| 2011             | Supernatural: The Anime Series    | Sèries           | Sam Winchester | Sèrie animada La veu del personatge principal 22 episodis                                |
| 2016             | Gilmore Girls: A Year in the Life | Sèries           | Dean Forester  | Episodi: “Fall”                                                                          |
| 2021             | Walker                            | Sèries           | Cordell Walker | Protagonista                                                                             |

## Premis

### Guanyats
| ANY  | PROJECTE     | PREMI                  | CATEGORIA |
| ---- | ------------ | ---------------------- | --- |
| 2008 | Supernatural | Constellation Awards   | Millor actuació masculina en una sèrie televisiva de ciència-ficció del 2007. Per l'episodi “Born Under a Bad Sign”.   |
| 2013 | Supernatural | Constellation Awards   | Millor actuació masculina en una sèrie televisiva de ciència-ficció del 2012. Per l'episodi “The Born-Again Identity”. |
| 2014 | Supernatural | People's Choice Awards | El bromance preferit de televisió (compartit amb Jensen Ackles i Misha Collins).                                       |
| 2015 | Supernatural | Teen Choice Awards     | Escollit com al millor actor televisiu de fantasia/ciència-ficció.                                                     |
| 2019 | Supernatural | Teen Choice Awards     | Escollit com al millor actor televisiu de fantasia/ciència-ficció.                                                     |

### Nominacions
| ANY  | PROJECTE      | PREMI                  | CATEGORIA                                                                                               |
| ---- | ------------- | ---------------------- | --- |
| 2002 | Gilmore Girls | Teen Choice Awards     | Millor actor d'una sèrie televisiva dramàtica.                                                          |
| 2005 | House of Wax  | Teen Choice Awards     | Actor de cinema revelació.                                                                              |
| 2007 | Supernatural  | Constellation Awards   | Millor actuació masculina en una sèrie televisiva de ciència-ficció del 2006. Per l'episodi “Croatoan”. |
| 2007 | Supernatural  | Teen Choice Awards     | Millor actor d'una sèrie televisiva dramàtica.                                                          |
| 2008 | Supernatural  | SFX Awards             | Millor actor de TV.                                                                                     |
| 2011 | Supernatural  | Teen Choice Awards     | El millor actor televisiu de fantasia/ciència-ficció.                                                   |
| 2012 | Supernatural  | Teen Choice Awards     | El millor actor televisiu de fantasia/ciència-ficció.                                                   |
| 2013 | Supernatural  | People’s Choice Awards | Millor actor d'una sèrie televisiva dramàtica.                                                          |
| 2013 | Supernatural  | SFX Awards             | Millor actor de TV.                                                                                     |
| 2013 | Supernatural  | SFX Awards             | L'home més sexi (atractiu).                                                                             |
| 2013 | Supernatural  | Teen Choice Awards     | El millor actor televisiu de fantasia/ciència-ficció.                                                   |
| 2014 | Supernatural  | People’s Choice Awards | El millor actor televisiu de fantasia/ciència-ficció.                                                   |
| 2015 | Supernatural  | People’s Choice Awards | El millor actor televisiu de fantasia/ciència-ficció.                                                   |
| 2015 | Supernatural  | People’s Choice Awards | El millor duo de TV (compartit amb Jensen Ackles).                                                      |